# Zbędowice
Zbędowice [pronunciación en polaco: /zbɛndɔˈvit͡sɛ/] es un pueblo ubicado en el distrito administrativo de Gmina Kazimierz Dolny, dentro del Condado de Puławy, Voivodato de Lublin, en Polonia oriental. Se encuentra aproximadamente a 6 kilómetros al noreste de Kazimierz Dolny, a 9 kilómetros al sureste de Puławy y a 41 kilómetros al oeste de la capital regional Lublin.